# Метод флюксій
Метод флюксій (Method of Fluxions) — книга Ісаака Ньютона. Вона була завершена в 1671 році, а опублікована в 1736 році. Флюксія — термін Ньютона для диференціального розрахунку (фелюент — його ж термін для інтегрального розрахунку). Спочатку цей метод був розроблений у садибі Вулсторп (Woolsthorpe Manor) впродовж того часу, коли Кембридж був зачиненим, у зв'язку з тим, що на вулицях Лондону «ходила» Велика Лондонська чума (від 1665 до 1667). Але висновки Ньютона вирішили залишити невідомими для загалу (аналогічно, свої висновки, які в кінцевому підсумку стали книгою Philosophiae Naturalis Principia Mathematica, були розроблені тоді ж і приховані від світу в примітках Ньютона протягом багатьох років). Готфрід Лейбніц розробив свої обчислення протягом 1673 року і опублікував їх у 1684 році, за п'ятдесят років до Ньютона.
Сьогодні в основному використовуються обчислення Лейбніца, хоча позначення Ньютона для похідної {\displaystyle {\dot {x}}},  використовувалась раніше, а також використовується зараз у механіці та аналізі схем.
«Метод флюксій» Ньютона офіційно був опублікований посмертно, але при цьому, після опублікування обчислень Лейбніца, вибухнуло гостре суперництво між двома математиками щодо того, хто першим зробив розрахунки.

## Розвиток аналізу Ньютоном
Для того періоду, коли працював Ньютона, дисципліна математичного аналізу була предметом суперечок у математичній громаді. Аналітичні методи, при розв'язанні давніх проблем, зокрема задачі квадратури та знаходження дотичних, не мали доказів, щоб зводилися б до синтетичних правил евклідової геометрії. Замість цього, аналітики часто змушені були використовувати для виправдання своїх алгебраїчних перетворень нескінченну малу,. Деякі з математичних сучасників Ньютона, таких як Ісаак Барроу, ставилися вельми скептично до таких методів, які не мали чіткої геометричної інтерпретації. Хоча на початку своєї роботи Ньютон також користується нескінченними малими, але в своїх висновках не виправдовує їх. Пізніше він розробив щось схоже на сучасне визначення границь, щоб виправдати свою роботу.

## Релігія та роботи Ньютона
При першому погляді на роботи Ньютона, вони часто сприймаються, як належне. Глибина його робіт — в якості. Вони про те, як він взаємодіє з фізичним Всесвітом. Вчені часто класифікують свою роботу на категорії. Зазвичай, це наукова категорія та езотерична.
Ньютон постійно був у пошуках божественної істини, чи то в науці, чи то в біблійному писанні, або в загальному ході світової історії. Ньютон вважав, що Біблія — це не лише книга таємниць, яку слід розуміти тільки як створену божественним началом, а скоріше  звіт про поняття Бога, про Божу всемогутність над людством через природу, та демонстрація його нескінченної мудрості.